# Marché de Saint-Denis
Le marché de Saint-Denis est le marché le plus important de la ville de Saint-Denis en Seine-Saint-Denis. C'est aussi le plus fréquenté d'Île-de-France,.

## Accès

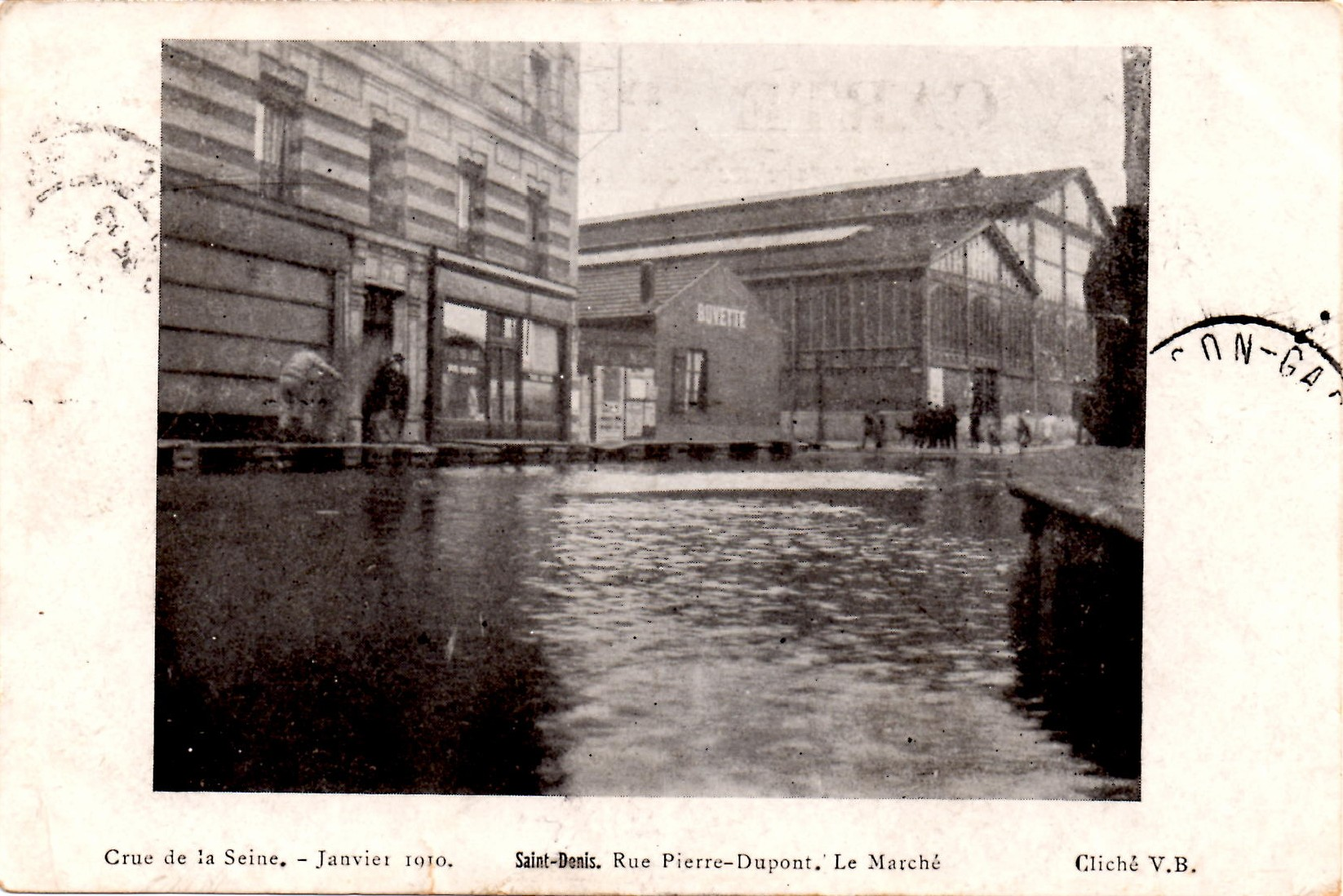
Le marché rue Pierre-Dupont, lors de la crue de la Seine de 1910.

L'entrée principale se trouve rue Gabriel-Péri, tandis que le bâtiment est entouré de la rue Pierre-Dupont, de la rue Jules-Joffrin et de la rue Auguste-Blanqui. 
La halle du marché est située à proximité de la basilique Saint-Denis. Le marché est desservi par la station de tramway Marché de Saint-Denis sur les tramways T1 et T5, la partie principalement non-alimentaire étant transférée depuis 2022 de la place Jean-Jaurès vers la place du 8-Mai-1945, entre les deux lignes de tram.

## Historique

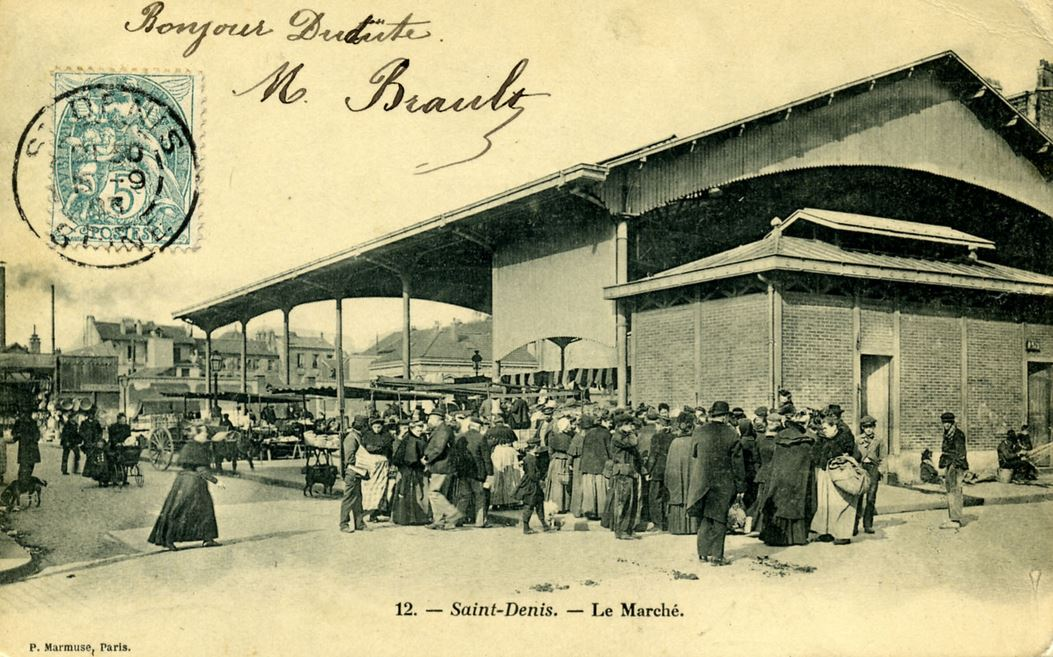
Ancien marché de Saint-Denis.

Ce marché est l'héritier de la tradition commerciale de la foire du Lendit, considérée au début du XIIe siècle comme la manifestation commerciale internationale la plus importante de France.
À cet emplacement se trouvait une manufacture de cuirs, devenue de 1768 à 1792 un dépôt de mendicité, supprimée pendant la Révolution puis transformé en « maison de répression ».
Ce terrain est acheté au département de la Seine en vertu d'une délibération du conseil municipal du 11 décembre 1891. La halle est inaugurée le 16 avril 1893, et restaurée en 1981 et en 2008.
Le marché a été sélectionné lors des sélections départementales et régionales du plus beau marché de France en 2016.
Pendant la pandémie de Covid-19, la municipalité décide de l'ouvrir le samedi en plus des autres jours, afin de limiter l'affluence des clients et donc la propagation du virus,.

## Description

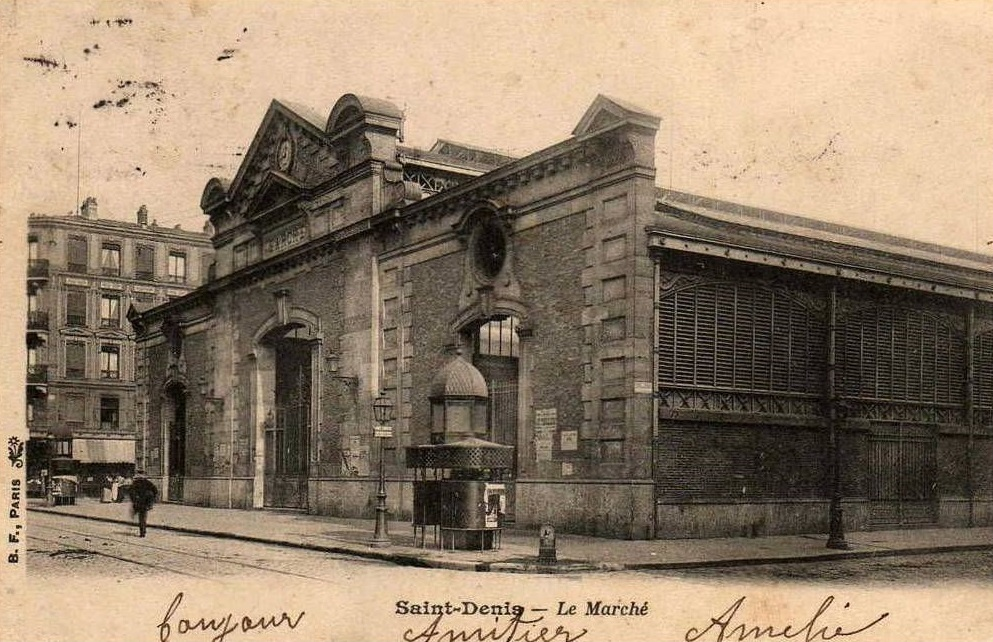
Ancienne carte postale du marché.

Si l'ossature métallique du bâtiment peut évoquer les halles construites à Paris par Victor Baltard, le projet est dû à Lance, architecte-voyer de la ville, dont la façade sur la rue Gabriel Péri emprunte « un vocabulaire architectural historicisant pour constituer une entrée monumentale dissimulant les trois nefs métalliques du marché. La pierre de taille d’Eurville et la brique de Bourgogne s’associent ainsi dans une composition marquée par un ordonnancement teinté de néo-classicisme et de néo-Louis XIII ». On distingue bien les trois nefs de la halle, une centrale de 15 mètres de large couronnée d’un lanterneau, entourée par deux nefs de 10 mètres de largeur. Réhabilitée une première fois en 1981 par l’AUA en collaboration avec Jean Prouvé, la halle du marché est également rénovée en 2008 en faisant disparaître les auvents aménagés lors de la première rénovation et en remplaçant les persiennes métalliques d'origine par un matériel en verre afin d'améliorer la luminosité.
Ouvert les mardis, vendredis et dimanches, le marché peut attirer jusqu'à 25 000 personnes par jour. De nombreuses nationalités y sont représentées.

## Moyens d'accès
Le marché de Saint-Denis est desservi par la ligne 13 du métro de Paris par la station Basilique Saint-Denis et par les lignes de tramway T1 et T5 par la station Marché de Saint-Denis (tramway d'Île-de-France).